# Dinastia antipatride
Gli Antipatridi formarono una dinastia reale, la dinastia antipatride, che governò sul Regno di Macedonia dal 302 a.C., anno in cui Cassandro I si autoproclamò re, al 294 a.C., quando fu soppiantata dalla dinastia antigonide.
Gli Antipatridi furono:
- Antipatro, generale di Alessandro Magno,
- Cassandro I, re di Macedonia dal 302 al 297 a.C.,
- Filippo IV, re nel 297,
- Alessandro V, re nel 297-294 a.C.,
- Antipatro II, re nel 296-294 a.C.,

Contesero il trono di Macedonia agli Antigonidi, ai Lisimachidi (Lisimaco), a Pirro, e ai Tolomei (Tolomeo Cerauno e Meleagro):
- Antipatro Etesia
- Sostene, nel 279-277 a.C.